# Thomas Nyemeg
Thomas Nyemeg (* 8. Oktober 1957) ist ein ehemaliger kamerunischer Radrennfahrer.

## Sportliche Laufbahn
Nyemeg war im Straßenradsport aktiv. Er war Teilnehmer der Olympischen Sommerspiele 1980 in Moskau.  Das olympische Straßenrennen beendete er wie alle seine Teamkameraden nicht.